# Stolthet & fördom (film, 2005)
Stolthet och fördom är en brittisk-fransk långfilm från 2005. Den är baserad på Jane Austens roman Stolthet och fördom.

## Handling
På den engelska landsbygden i början av 1800-talet bor Mr. Bennet med maka och fem döttrar. Familjen har det bra ställt utan att leva i överflöd. Hans hustru är angelägen att de fem döttrarna ska bli bortgifta så att deras framtid kan bli säkrad; gården är nämligen ett fideikommiss och kommer att ärvas av en släkting, Mr. Collins.
Till trakten flyttar den rike Mr. Bingley. Han är ogift och Mrs. Bennet ser i honom ett lämpligt parti till någon av sina döttrar, särskilt den äldsta dottern Jane. Bingley har också med sig en kamrat, Mr. Darcy, som många, och i synnerhet den näst äldsta dottern Elizabeth, snart uppfattar som högdragen och reserverad.
Bingley verkar förtjust i Jane men reser snart till London. Elizabeth får på omväg höra att det var Mr. Darcy som låg bakom det. Hennes ogillande mot honom växer, till den dagen hennes liv plötsligt blir en stor storm av händelser.

## Om filmen
Filmen fick fyra Oscar-nomineringar, däribland en nominering till Keira Knightley som bästa skådespelerska. Filmen vann även en BAFTA för bästa regi.

## Skådespelare
| Keira Knightley   | – Elizabeth Bennet        |
| Matthew Macfadyen | – Mr. Darcy               |
| Brenda Blethyn    | – Mrs. Bennet             |
| Donald Sutherland | – Mr. Bennet              |
| Rosamund Pike     | – Jane Bennet             |
| Jena Malone       | – Lydia Bennet            |
| Carey Mulligan    | – Kitty Bennet            |
| Talulah Riley     | – Mary Bennet             |
| Judi Dench        | – Lady Catherine de Burgh |
| Simon Woods       | – Mr. Bingley             |
| Kelly Reilly      | – Caroline Bingley        |
| Claudie Blakley   | – Charlotte Lucas         |
| Rupert Friend     | – Mr. Wickham             |
| Tom Hollander     | – Mr. Collins             |
| Penelope Wilton   | – Mrs. Gardiner           |
| Peter Wright      | – Mr. Gardiner            |
| Tamzin Merchant   | – Georgiana Darcy         |